# Candemil (Vila Nova de Cerveira)
Candemil é uma povoação portuguesa do Município de Vila Nova de Cerveira que foi sede da extinta Freguesia de Candemil, freguesia que tinha 7,18 km² de área e 232 habitantes (2011), e, por isso, uma densidade populacional de 32,2 hab./km².
A Freguesia de Candemil foi extinta (agregada) pela reorganização administrativa de 2013, tendo o seu território sido agregado ao da Freguesia de Gondar para criar a Freguesia de Candemil e Gondar.

## População
| Número de habitantes | Número de habitantes | Número de habitantes | Número de habitantes | Número de habitantes | Número de habitantes | Número de habitantes | Número de habitantes | Número de habitantes | Número de habitantes | Número de habitantes | Número de habitantes | Número de habitantes | Número de habitantes | Número de habitantes |
| -------------------- | -------------------- | -------------------- | -------------------- | -------------------- | -------------------- | -------------------- | -------------------- | -------------------- | -------------------- | -------------------- | -------------------- | -------------------- | -------------------- | -------------------- |
| 1864                 | 1878                 | 1890                 | 1900                 | 1911                 | 1920                 | 1930                 | 1940                 | 1950                 | 1960                 | 1970                 | 1981                 | 1991                 | 2001                 | 2011                 |
| 496                  | 525                  | 548                  | 523                  | 515                  | 498                  | 1 000                | 588                  | 582                  | 501                  | 305                  | 261                  | 267                  | 246                  | 232                  |

(Obs.: Número de habitantes "residentes", ou seja, que tinham a residência oficial neste concelho à data em que os censos  se realizaram.)